# Larrea nitida
Larrea nitida är en pockenholtsväxtart som beskrevs av Antonio José Cavanilles. Larrea nitida ingår i släktet Larrea och familjen pockenholtsväxter. Inga underarter finns listade i Catalogue of Life.